# Donaukanal

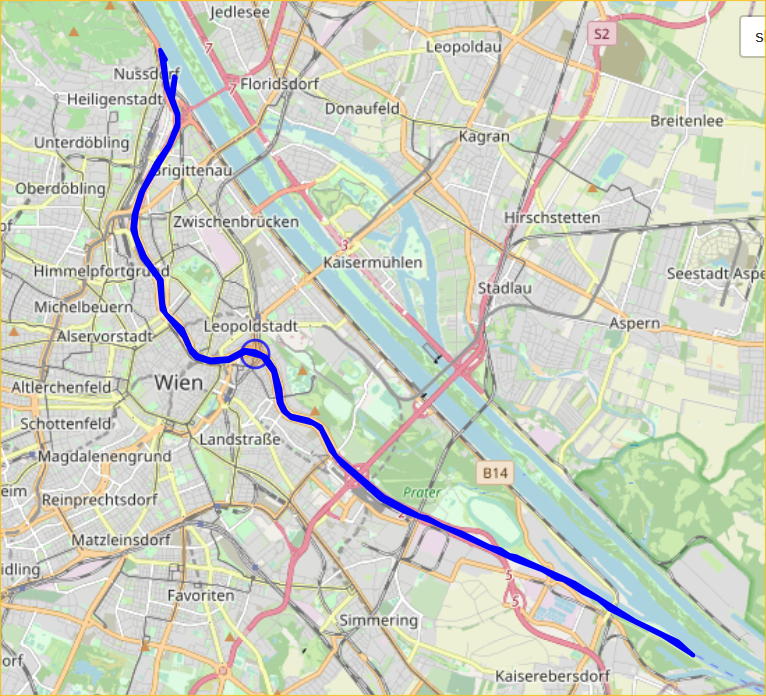

Il Donaukanal (in italiano Canale del Danubio) è un ex ramo del fiume Danubio trasformato dal 1598 in un canale d'acqua, situato all'interno di Vienna. 
È lungo 17,3 chilometri e, a differenza del Danubio stesso, confina con il centro di Vienna, Innere Stadt, dove scorre il fiume Wien.
Il Donaukanal si biforca dal fiume principale nella diga di Nußdorf e attraverso un complesso di chiuse a Döbling si unisce nuovamente nel fiume a monte del "Praterspitz", nel parco Prater di Simmering. L'isola formata tra il Donaukanal ospita due distretti di Vienna: il Brigittenau (20º distretto) e il Leopoldstadt (2º distretto). Il canale è attraversato da 15 ponti stradali e 5 ponti ferroviari.